# Antônio Afonso de Miranda
Dom Antônio Afonso de Miranda, SDN (Cipotânea, 14 de abril de 1920 — Juiz de Fora, 11 de outubro de 2021), foi um bispo católico brasileiro e bispo emérito de Taubaté.

## Biografia
Afonso de Miranda nasceu em Cipotânea, Minas Gerais, Brasil, foi ordenado sacerdote em 1 de novembro de 1945 na Congregação dos Missionários de Nossa Senhora do Santíssimo Sacramento. Foi nomeado bispo da Diocese de Lorena em 3 de novembro de 1971 e sendo consagrado bispo em 27 de dezembro de 1971. Foi nomeado bispo coadjutor da Diocese da Campanha em 11 de julho de 1977. O cargo final de Afonso de Miranda foi para a diocese de Taubaté em 6 de agosto de 1981, onde serviu até 22 de maio de 1996.
Antônio morreu em 11 de outubro de 2021 no Hospital Albert Sabin em Juiz de Fora, aos 101 anos de idade.